# Lorenz Pauli
Lorenz Pauli (* 26. Februar 1967 in Bern) ist ein Schweizer Schriftsteller.

## Leben
Lorenz Pauli wuchs in Bern auf. Nachdem er 1983 die Sekundarschule beendet hatte, begann er mit einer dreijährigen kaufmännischen Berufslehre bei der Berner Kantonalbank. 1986 stieg er auf eine Ausbildung zum Kindergärtner an der Höheren Mittelschule Marzili in Bern um. Ab 1989 arbeitete er als Kindergärtner in Zollikofen. Seit 1993 schreibt er regelmässig Hörspiele, Bücher, Liedtexte, Bühnenprojekte und Übersetzungen. Seine Geschichten sind vor allem an Kinder zwischen 4 und 11 Jahren und ihre Erwachsenen gerichtet. Zudem absolvierte er ab 1994 eine zweijährige pädagogisch-didaktische Weiterbildung. Pauli ist verheiratet und hat zwei Kinder. Seit 2013 ist er freischaffender Autor.

## Auszeichnungen
- 2003: Ehrenurkunde des Österreichischen Staatspreises für Kinderlyrik
- Platinene Schallplatte für Luege, was der Mond so macht (Lieder-CD mit Linard Bardill)
- 2011: Ehrenliste des IBBY für Oma-Emma-Mama
- 2011: Kinderbuchpreis des Landes Nordrhein-Westfalen für Oma-Emma-Mama
- 2012: Leipziger Lesekompass für Pippilothek???
- 2012: Spezialpreis der Literaturkommission der Stadt Bern
- 2016: Prix Trouvaille für Pass auf mich auf!
- 2017: Schweizer Kinder- und Jugendmedienpreis für Rigo und Rosa (zusammen mit Kathrin Schärer)
- 2021: Literaturpreis des Kantons Bern für Der beste Notfall der Welt

## Werke
- Wienachte mit der Frou Schnousi. ))mupf, Bern 1993.
- E chlyni Chue mit Wanderschue. Lokwort, Bern 1995.
- E chlyni Chue, wo redt im Bett. Lokwort, Bern 1996 (Kassette).
- Dotterothea Meier, Eierspezialistin für Spezial-Eier. Zytglogge, Gümligen 1997 (Kassette DRS).
- Die Flausenmaus auf Katzenjagd. Bilderbuch. Fischer, Münsingen 1997.
- Potztuusig, sächs Zwärge. Zytglogge, Gümligen 1997 (Kassette DRS).
- I kenne öpper, wo … Lokwort, Bern 1998.
- Tram und Trampel. Hörspiel, CD und MC. Fischer, Münsingen 1998.
- Der Cocolino fiiret Dings-Tag. CD und MC. Jäggi, Bern 1999.
- Wienachte mit der Frou Schnousi. Kassette, später CD und Download. Fischer media, Münsingen 1999.
- E Kokosnuss mit Ryssverschluss. Lokwort, Bern 2002.
- mit Linard Bardill: Luege, was der Mond so macht. 21 Kinderlieder. Soundservice, Gümligen 1997 (CD, MC und Liederheft).
- mit Linard Bardill: Was i nid weiss, weiss mini Geiss. 23 Kinderlieder, Soundservice, Gümligen 2000 (CD, MC und Liederheft).
- mit Linard Bardill: Sternschnuppesuppe. 20 Kinderlieder. Soundservice, Gümligen 2005 (CD, MC und Liederheft).
- mit Kathrin Schärer: Wie weihnachtelt man? Bilderbuch. Sauerländer, Aarau/Frankfurt am Main 2001 (auch in koreanischer Sprache).
- Der Chly Prinz (Originaltitel: Le Petit Prince). Lokwort, Bern 2005 (Übersetzung).
- mit Kathrin Schärer: Ich schmück den Baum. Atlantis, Zürich 2005.
- mit Kathrin Schärer: Bill und/et Fabienne. Atlantis, Zürich 2006.
- mit Kathrin Schärer: mutig, mutig. Atlantis, Zürich 2006.
- mit Roland Schwab und Leierchischte: Küss doch dyni Gummibäre. Kinderlieder. plus, Bern 2006 (CD und Liederheft).
- mit Matthias Winkler: still, still, still. verlag die brotsuppe, Biel 2007.
- mit Kathrin Schärer: Ich mit dir, du mit mir. Atlantis, Zürich 2008.
- Das tonners Telefon. Übersetzung ins Berndeutsche von: Erich Kästner: Das verhexte Telefon. ))mupf, Bern 2009.
- mit Sylvia Vananderoye: Jetzt kommt Frau Wipf. Atlantis, Zürich 2010.
- mit Kathrin Schärer: Oma, Emma, Mama. Atlantis, Zürich 2010.
- mit Balts Nill: E Kokosnuss mit Ryssverschluss. Berndeutsche Kindergedichte. ))mupf, Bern 2011.
- mit Miriam Zedelius: Die wilden Schwäne. Bilderbuch. Stämpfli, 2011.
- mit Kathrin Schärer: Pippilothek??? Bilderbuch. Atlantis, Zürich 2012.
- mit Miriam Zedelius: Zum Mitnehmen. Bilderbuch. Atlantis, Zürich 2012.
- mit Suse Schweizer: Leo, Dünen, Strand und mehr. Bilderbuch. Atlantis, Zürich 2012.
- mit Kathrin Schärer: Nur wir alle. Bilderbuch. Atlantis, Zürich 2013.
- mit Kathrin Schärer: Drei freche Mäuse. Bilderbuch. Atlantis, Zürich 2013.
- mit Kathrin Schärer: Das Beste überhaupt. Meerschwein sein. Bilderbuch. Atlantis, Zürich 2013, ISBN 978-3-7152-0666-0.
- mit Sonja Bougaeva: Fips hört ein PIEPS. Atlantis, Zürich 2016.
- mit Kathrin Schärer: böse. Atlantis, Zürich 2016.
- mit Claudia de Weck: Geld zu verkaufen. Atlantis, Zürich 2017.
- mit Kathrin Schärer: Fell und Feder. Atlantis, Zürich 2017.
- mit Miriam Zedelius: Oje, ein Buch! Atlantis, Zürich 2018.
- Kinderoper: Fell und Feder. Uraufführung 2018 mit Argovia philharmonic.
- mit Claudia de Weck: richtig giftig. Atlantis, Zürich 2018.
- mit Kathrin Schärer: Rigo und Rosa. Atlantis, Zürich 2016, ISBN 978-3-7152-0710-0.
- mit Sonja Bougaeva: Alles war See. Atlantis, Zürich 2019.
- mit Kathrin Schärer: Am Sonntag, als das Ei aufging. Atlantis, Zürich 2019.
- mit Kathrin Schärer: Ein Passwort für die Pippilothek. Atlantis, Zürich 2019.
- Der beste Notfall der Welt. Atlantis, Zürich 2020.
- mit Kathrin Schärer: Ei, Ei, Ei! Die Maus hilft aus. Atlantis, Zürich 2020.
- mit Kathrin Schärer: Als Rigo Mäuse anpflanzte und Rosa die Leoparden erfand. Atlantis, Zürich 2021.